# Penaherreraus batesi
Penaherreraus batesi là một loài bọ cánh cứng trong họ Cerambycidae.